# 올랜도 가디언즈
| 올랜도 가디언즈 |                                                                   |
| 콘퍼런스        |                                                                   |
| 디비전          | 사우스 디비전                                                     |
| 설립연도        | 2018년                                                            |
| 해체연도        | 2024년                                                            |
| 역사            | 탬파베이 바이퍼스 (2018년~2020년) 올랜도 가디언즈 (2023년~2024년) |
| 경기장          | 캠핑 월드 스타디움                                                |
| 연고지          | 플로리다주 올랜도                                                 |
| 소유주          | 알파 아퀴코 LLC.                                                  |
| 회장            |                                                                   |
| 단장            |                                                                   |
| 감독            | 테렐 버클리                                                       |
| 리그 우승       |                                                                   |
| 콘퍼런스 우승   |                                                                   |
| 디비전 우승     |                                                                   |

올랜도 가디언즈(Orlando Guardians)는 플로리다주 올랜도를 연고지로 하는 XFL 사우스 디비전 소속 미식축구 팀이다. 홈 경기장은 캠핑 월드 스타디움이다.